# Édouard Berth
Pour les articles homonymes, voir Berth.
Édouard Berth (Jeumont, 1er juillet 1875 - Neuilly-sur-Seine, 25 janvier 1939) est un théoricien français du syndicalisme révolutionnaire.
Penseur socialiste français, il fut avant tout le plus fidèle disciple de Georges Sorel (1847-1922).

## Biographie
Disciple de Georges Sorel, partisan d'un socialisme anti-étatiste garant de l’autonomie de la classe ouvrière, dans son esprit le syndicat devait former la cellule de base de la nouvelle société prolétarienne.
À partir de 1899, Édouard Berth devint un collaborateur régulier du Mouvement socialiste avant de rompre avec cette revue en 1909. Défenseur actif des expériences réformistes de Millerand jusqu'en 1902, il évolua ensuite progressivement vers le syndicalisme révolutionnaire, tout en manifestant un penchant mystique proche de celui de son maître Sorel ou de Charles Péguy. Pour cet admirateur de l'Antiquité, le socialisme, la « société des producteurs »[pas clair] à laquelle il aspirait, avait une fonction éminemment morale et héroïque.
Germanophone, il traduit de nombreux ouvrages de théoriciens du socialisme comme certains de Karl Kautsky ou de Karl Marx. À l'inverse de ce dernier, Édouard Berth, tout comme Sorel, ne croit pas en la notion du progrès qu'il critique.
À partir de 1909, Berth, partant d'une commune aversion pour la démocratie parlementaire « bourgeoise »[pas clair], se rapproche du mouvement monarchiste et fonde avec Georges Valois les Cahiers du Cercle Proudhon en 1911. Il tente alors de proposer une synthèse du syndicalisme révolutionnaire et du corporatisme. Ses articles sont publiés sous le pseudonyme de Jean Darville.
À partir de 1917, ce syndicaliste révolutionnaire s'enthousiasme pour la révolution bolchévique et y voit une nouvelle expression de la lutte des classes, avant de revenir de son engouement pour condamner dans l'URSS la « société des termites ». Collaborateur de la revue Clarté, il adhère en 1920 au Parti communiste français et rejoindra de nouveau les rangs du syndicalisme révolutionnaire à partir de 1935.
Il meurt le 25 janvier 1939, à Neuilly-sur-Seine, d'une angine de poitrine.

## Publications
- Dialogues socialistes, Paris, G. Jacques, 1901.
- La Politique anticléricale et le Socialisme, Paris, Cahiers de la quinzaine, no 11, 1903.
- Les Nouveaux aspects du socialisme, Paris, Marcel Rivière, 1908.
- Les Méfaits des intellectuels, préface de Georges Sorel, Paris, Marcel Rivière, 1914 ; rééd. Kontre Kulture, 257 p., 2013  (ISBN 978-2367250373) ; rééd. Krisis, préf. Georges Sorel, introduction, bibliographie d'Alain de Benoist, ajout d'un essai de Berth sur Drieu la Rochelle, 387 p., 2007  (ISBN 978-2916916033)
- « Avant propos », Max Ascoli. Georges Sorel, Paris, Delesalle, 1921.
- Les Derniers aspects du socialisme. Édition revue et augmentée des Nouveaux Aspects, Paris, Marcel Rivière, 1923.
- La France au milieu du monde, Turin, Gobetti, 1924.
- Guerre des États ou Guerre des classes, Paris, Marcel Rivière, 1924 ; rééd. Krisis, Paris, préf. Alain de Benoist, 386 p., 2025  (ISBN 978-2-38608-039-5)
- La Fin d'une culture, Paris, Marcel Rivière, 1928.
- Du « Capital » aux « Réflexions sur la violence », Paris, Marcel Rivière, 1932.
- « Avant propos », Georges Sorel. D'Aristote à Marx (l'ancienne et la nouvelle métaphysique), Paris, Marcel Rivière, 1935.

Traductions
- Karl Kautsky, Parlementarisme et socialisme. Étude critique sur la législation directe par le peuple, préface de Jean Jaurès, Paris, G. Jacques, 1900.
- Karl Kautsky, La lutte des classes en France en 1789, Paris, G. Jacques, 1901.
- Arturo Labriola, Karl Marx. L'économiste, le socialiste, préface de Georges Sorel, Paris, Marcel Rivière, 1910.
- Karl Marx, La Question juive, Paris, G. Jacques, sans date.